# Hilara argyrata
Hilara argyrata är en tvåvingeart som beskrevs av Charles Howard Curran 1930. Hilara argyrata ingår i släktet Hilara och familjen dansflugor.
Artens utbredningsområde är New York. Inga underarter finns listade i Catalogue of Life.